# Municipio de Walnut Grove (Dakota del Sur)
El municipio de Walnut Grove (en inglés: Walnut Grove Township) es un municipio ubicado en el condado de Douglas en el estado estadounidense de Dakota del Sur. En el año 2010 tenía una población de 116 habitantes y una densidad poblacional de 1,54 personas por km².

## Geografía
El municipio de Walnut Grove se encuentra ubicado en las coordenadas 43°27′48″N 98°25′14″O / 43.46333, -98.42056. Según la Oficina del Censo de los Estados Unidos, el municipio tiene una superficie total de 75.17 km², de la cual 75,14 km² corresponden a tierra firme y (0,04 %) 0,03 km² es agua.

## Demografía
Según el censo de 2010, había 116 personas residiendo en el municipio de Walnut Grove. La densidad de población era de 1,54 hab./km². De los 116 habitantes, el municipio de Walnut Grove estaba compuesto por el 100 % blancos. Del total de la población el 0 % eran hispanos o latinos de cualquier raza.